# Мерясовська сільська рада
Меря́совська сільська рада (рос. Мерясовский сельский совет) — муніципальне утворення у складі Баймацького району Башкортостану, Росія. Адміністративний центр — село Мерясово.

## Населення
Населення — 722 особи (2019, 739 в 2010, 833 в 2002).

## Склад
До складу поселення входять такі населені пункти:
| Населений пункт        | Населення, осіб (2002) | Населення, осіб (2010) |
| ---------------------- | ---------------------- | ---------------------- |
| Бахтігареєво, присілок | 95                     | 84                     |
| Мерясово, присілок     | 738                    | 655                    |